# Marjetica (roman)
Anton Koder je Marjetico (COBISS) v samozaložbi izdal kar trikrat. Ob prvi izdaji leta 1877 jo je krstil za izviren roman, v drugi izdaji leta 1894 pa jo je preimenoval v idilo, kar je obveljalo tudi pri tretjem ponatisu leta 1909. Marjetica velja za Kodrovo najuspešnejše delo. 

## Zgodba
V Beriški vasi živi ubožen kmet Srakar. Ima leseno kočo, majhen vrt, nekaj zemlje in dve kozici. Njegovo največje bogastvo pa je edina hči Marjetica, vzor idealne deklice. Vanjo se zaljubi Mlinarjev Štefan, sin najbogatejšega gospodarja v vasi. Tudi on je vzor slovenskega mladeniča po duši in telesu. Ko se zavežeta drug drugemu, nastopijo ovire. Mlinar, star vaški bogataš, se ne more pred svetom tako ponižati, da bi sprejel revno nevesto pod svojo streho. Vendar sin ne podleže njegovi zahtevi, naj se odreče Marjetici, ampak zapusti dom in odide v mesto. Tega udarca ne more preboleti njegova mati, ki po dolgotrajnih nagovarjanjih le prepriča očeta, da sinu pusti poroko z Marjetico. Štefan se vrne, vsi se pripravljajo na veliko ženitev, vendar Marjetica zboli in en dan pred poroko umre. 